# Centrum Kulturalne Jean-Marie Tjibaou
Centrum Kulturalne Jean-Marie Tjibaou – placówka etnograficzna i kulturalna w Numei, prezentująca lokalną kulturę Kanaków z Nowej Kaledonii. W jego skład wchodzi muzeum, biblioteka multimedialna i sala kongresowa. Otwarte 4 i 5 maja 1998.

## Budowa
Zaprojektowane w 1991 przez włoskiego architekta Renza Piana centrum składa się z 10 sekcji o zróżnicowanej wielkości i funkcjach, przypominających z zewnątrz tradycyjne chaty z kaledońskiej wioski. Obiektom nadano wygląd nieskończonej budowli w nawiązaniu do kultury Kanaków, traktowanej jako nieustanny, żywy proces stawania się. 

## Historia
Inwestycja była kontrowersyjna politycznie. Nowa Kaledonia pozostaje pod francuskim zwierzchnictwem od 1858. Centrum wzniesiono na cześć przywódcy niepodległościowego tubylców Jeana-Marie Tjibaou, zamordowanego w 1989 przez kanakijskiego ekstremistę. W następstwie tej zbrodni prezydent Francji François Mitterrand zgodził się wybudować ośrodek celebrujący kulturę Kanaków, jako jedyny poza Europą obiekt w ramach projektu Wielkie Dzieła Republiki. Koszt budowy wyniósł 320 mln franków (wg wartości z 1991).